# Kövesd a vezetőt (Lost)
2009. május 6. került először adásba az amerikai ABC csatornán a sorozat 101. részeként. Paul Zbyszewski és Elizabeth Sarnoff írta, és Stephen Williams rendezte. Az epizód policentrikus.
|  | Alább a cselekmény részletei következnek! |

## Az előző részek tartalmából
Ben megölte Locke-ot, aki hatalmas döbbenetére a Szigeten látszólag életre kelt, bár nem érti, hogyan, hiszen a halálból nem lehet visszatérni. John megígérte Sunnak, visszajuttatja 1977-ben ragadt társaikat az ő idejükbe. Daniel megjósolta, hogy néhány órán belül a Dharma munkásai a Hattyúnál véletlenül elszabadítják a hatalmas elektromágneses energiát, ami miatt később lezuhan az Oceanic 815. Úgy gondolta, semlegesíteni tudja ezt az energiát egy hidrogénbomba felrobbantásával.

## 1977
Míg Daniel a Többiek táborában megfenyegeti Richardot, Kate és Jack a közeli bokorban vitáznak arról, hogy őrültséget művelnek-e. A doki szerint helyesen cselekednek, de beszélgetésüket nem tudják folytatni, mert lelövik Danielt. Shephard először segítene, ám belátja, jobb, ha menekülnek. Így is tesznek, csakhogy hirtelen felbukkan két lovas. Egyik leüti Jacket, a másik pedig fegyvert fog Kate-re. Láthatjuk, hogy a dokit lecsapó férfi Charles Widmore, aki egy rúgás után meg is kérdezi az idegenektől, kik ők. A táborban Eloise a jövőből érkezett fia naplóját nézegeti, mikor megérkezik Charles a foglyokkal, akiket a nő kérésére a sátrába visznek. Widmore szeretné tudni, miért támadott rájuk a Dharma, ezért Eloiuse elmondja, hogy ezek az emberek nem a Kezdeményezéshez tartoznak.

## 2007
Richard a tengerparti táborukban egy hajómodellt épít, mikor egy nő izgatottan szól neki, hogy John Locke megérkezett. Valóban, a férfi egy vaddisznót cipelve besétál a táborba, és üdvözli Alpertet, aki meglepődve fog kezet vele, hiszen három éve nem találkoztak. Kérdésére, hogy hol volt ennyi ideig, John azt feleli, majd az úton elmondja, ugyanis elintéznivalójuk van. Richard megjegyzi, Locke valamiért másnak tűnik. A kopasz szerint ez annak tudható be, hogy már van célja. Alpert észreveszi a közeledő Bent is, s megtudja, ő segített Johnnak visszatérni. Benjamin közben elmondja Sunnak, hogy Locke az új vezető, és éppen Richard Alperttel beszélget, aki már nagyon hosszú ideje egyfajta tanácsadó. Kwon elindul Richard felé, hogy megkérdezze tőle, felismeri-e a Christiantól kapott fotón látható személyeket. Alpert közli, tisztán emlékszik rá, hogy találkozott velük, mivel látta, ahogy mindannyian meghalnak.
Sun a hírtől lesújtva üldögél egymagában. John odamegy hozzá, és kijelenti, szerinte nem hiába mentek keresztül a történteken, valószínűleg még élnek társaik. Közben megérkezik Richard, aki már készen áll a túrára. Locke megkérdezi tőle, megvan-e még az iránytű, amit neki adott? Alpert előveszi zsebéből a tárgyat, ezzel bizonyítva, hogy még mindig őrzi. John megkéri Bent, ő is tartson velük. Linus először annak tudja ezt be, hogy utódja fél egy esetleges puccstól, de az új vezető megnyugtatja, nem erről van szó, hiszen ő már nem árthat neki. Benjamin végül úgy dönt, csatlakozik. Locke búcsúzóul emlékezteti Sunt az ígéretére, miszerint visszahozza Jint és a többi barátjukat.

## 1977
Kate-ék a sátorban folytatják megkezdett beszélgetésüket. Jack szerint, ha sikerül véghezvinni Faraday tervét, a gépük nem fog lezuhanni, hanem épségben földet érnek Los Angelesben, és mindenki, akit elvesztettek, újra életben lesz. Austen felhozza, hogy így ők sem ismernék egymást, mire a doki azzal felel, hogy így nem történnek meg a szenvedések, amiken keresztülmentek, merthogy a történések java az volt. Közben megérkezik Eloise is. Megkérdezi foglyait, mire kell nekik a bomba. Jack azt válaszolja, hogy úgysem hinne neki, ám a nő megígéri, hogy elhiszi, amit mondanak, hiszen Danielre emlékszik, mivel 17 évesen őt kísérte el a Jugheadhez, hogy megtudják, mit kell tenni vele. Dan ekkor elmondta neki, hogy a jövőből jött, majd hirtelen eltűnt, most pedig az is kiderült, hogy a fia volt. Ezen kívül megjegyzi, hogy az ő kézírása van abban a naplóban, amit még nem is látott. Shephard elmagyarázza, hogy Faraday szerint meg lehet változtatni a dolgok folyását, meg nem történtté lehet tenni az eseményeket, így például a férfi halálát is. Eloise kikéri Kate véleményét az előbbi történetről, és Austen nehezen bár, de igazat ad Jacknek. Hawking ezután úgy dönt, elviszi a foglyokat a bombához. Csupán annyi a gond, hogy a Jughead biztonságba helyezése óta eltelt 20 évben egy egész falu épült fölé, amit a Dharmának köszönhetnek. Eloise szerint viszonylag könnyű dolguk lesz, mivel Jackék beépültek közéjük, ám ekkor a doki felvilágosítja, hogy ez nem egészen van így.
A biztonsági központban Radzinsky Sawyerből próbál kiverni információkat. Horace próbálja visszafogni Stuartot, ám a férfi kijelenti, most már ő az ura a helyzetnek, és ha válaszokat akarnak, keményen kell fellépniük. Követi is elképzelését, megfenyegeti Jamest, ha nem mondja el, kivel lépte át a kerítést, akkor megöli. Fordot ez sem hatja meg, nem hajlandó elárulni, hova vitték Bent. Radzinsky ezért akkorát üt rá, hogy felborul a székkel, mire Juliet könyörögni kezd, hogy hagyják őket békén, ők nem akarnak rosszat nekik, az elmúlt három évben sem csináltak semmi gondot. Sawyer csendre inti barátnőjét, hiszen úgysem hinnének nekik, akármit mondanának is. Phil felajánlja, hogy ő szóra bírja volt főnökét. Stuart szabad utat ad neki, így lekever egyet Julietnek. James kikel magából, halálosan megfenyegeti Philt. Ekkor megérkezik egy másik biztonsági a tengeralattjáró utasainak listájával. Elmondja, hogy nem találják se Milest, se Jint, valamint három név utólag került fel a listára: Kate Austen, Jack Shephard, Hugo Reyes. Az első kettő támadt rá Radzinskyra, de a harmadikról nem tudják, ki lehet. Phil közli, ő a kövér fickó.
Hurley ételt pakol egy táskába, majd a gitártokjával együtt távozik a faluból, bemegy a dzsungelbe, ahol Jin és Miles már várják. Megkérdezi, hogyan mentik meg Sawyeréket, ám a kínai szerint nem ezt fogják tenni, hanem a partra mennek. Hirtelen meghallják, hogy valaki közeledik. A fegyvert a növényzetből kilépő Dr. Changre fogják, de amint felismerik, leengedik a puskákat. Chang szeretné tudni, igaz-e, amit Faraday mondott, tényleg a jövőből érkeztek? Hurley szerint kitaláció az egész. Pierre kérdéseket tesz fel neki, amiket Hugo kitűnően megválaszol, de amikor azt kérdezi, ki az Egyesült Államok elnöke, inkább beismeri, hogy valóban a jövőből jöttek. Miles is bevallja, ő tényleg Chang fia. A doktor megkérdezi őket, mennyire lehet hinni Faraday jóslatának. Straume közli, eddig minden bevált, így most is követni kell az utasítását, evakuálni kell mindenkit.
A Többiek táborában Charles azon gondolkodik, miért olyan ismerős neki Daniel. Eloise megkéri Richardot, oldozza el a két foglyot, mert ő és Erik is velük tartanak. A nő letakarja Dan holttestét, majd elmondja Widmore-nak, hogy elviszi őket a bombához. Ebből egy kisebb vita alakul ki, Charles nem szeretné, ha Ellie terhesen ilyenekre vállalkozna. Jack megkérdezi Alpertet, kivel beszél Eloise, erre a férfi pedig felel is, de hozzáteszi, hogy a szerelem bonyolult dolog. Ezalatt Hawking befejezte a beszélgetést, így elindulnak a bombához.

## 2007
Már besötétedett, de Locke-ék még mindig úton vannak. Richard megkérdezi, hol volt az elmúlt három évben, ő csak annyit tud, hogy mikor Ben elforgatta a kereket, jött a fény és a zaj, John pedig eltűnt. A kopasz azzal felel, hamarosan kiderül, hova tűnt, ám azt követően szeretne beszélni Jacobbal. Ben szerint ez nem így működik, és Alpert is úgy gondolja, nem kell sietni, még van idő a találkozásra. Locke kitart elképzelése mellett, végül Richard is beadja a derekát. Pár perc séta után már el is érték úti céljukat, a drogszállító repülőt. John megkéri Richardot, hogy vegye ki a fák közül hamarosan kitántorgó sérült ember lábából a golyót, majd mondja meg neki, hogy mindenkit vissza kell hoznia a Szigetre, ám ehhez meg kell halnia. Néhány másodperccel később valóban kisétál egy férfi a dzsungelből. Ben megkérdezi Johnt, ki az, mire a férfi hatalmas meglepetésre azt válaszolja, hogy ő. Alpert megteszi, amire az új vezető kérte, ezt a jelenetet láthattuk az 5x01-ben (Because You Left). Linus teljesen elámul a tökéletes időzítéstől, és szeretné tudni, honnan tudta Locke, mikor kell a gépnél lenniük. A férfi azt állítja, a Sziget mondta neki, és meg is kérdezi, Bennek mondott-e ilyeneket. Benjamin szerint a Sziget azt nem fedte fel, hogy merre van Jacob, mivel akkor nem lenne szükség Richard segítségére. Erre John reakciója az, hogy szerinte Ben sosem látta Jacobot. Közben a sebesült Locke eltűnik, így Alpert visszatér társaihoz. Beszámol róla, hogy a sérült igen eltökéltnek tűnt, főleg mikor azt említette, hogy meg kell halnia, bár ez szerencsére nem történt meg. A kopasz felfedi, hogy valójában megtörtént, majd visszaindul a partra.

## 1977
Chang a biztonsági központba lépve felszólítja az embereket, hogy evakuálni kell mindenkit, aki mellőzhető, ám szava eláll, amikor meglátja, mi történik. Elmondja Radzinskynek, hogy a fúrást le kell állítani a Hattyúnál, különben katasztrófa történik, de Stuart tiltakozik. Pierre szerint Horace kezében van a döntés. Goodspeed már szólna, mikor Radzinsky kijelenti, ő irányít, és tovább fognak dolgozni. Ekkor Sawyer is megszólal, azt kéri, kövessék Chang utasítását, mivel nem biztonságos a Szigeten, és kijelenti, őket is tegyék a tengeralattjáróra. Stuart beleegyezik, de ennek azt a feltételt szabja, hogy cserébe kapjon egy térképet az ellenség táborához.
Jackék megérkeztek egy kisebb tóhoz, ahonnan Eloise szerint el tudnak jutni az alagutakhoz. Kate tiltakozik, ő meg akarja keresni a többieket. A doki próbálja visszatartani, de nem sikerül neki, Austen elindul. A Többiek nem engedhetik, hogy kiderüljön a titkuk, ezért Erik rálőne a távozó nőre, ám a terve fordítva sül el, őt lövi le Sayid, aki egy közeli bokorban lapult meg. Az iraki láttán Richard és Eloise egyből megadják magukat. Hawking nyugodtan viseli az esetet, mivel ha sikerül megtenniük, amit akarnak, úgysem fog számítani. Pár méterrel arrébb Jarrah közli társaival, ő már változtatott a múlton azáltal, hogy megölte az ifjú Bent. Kate felvilágosítja, hogy Ben nem halt meg, a Többiek megmentették. Hozzáteszi azt is, hogy nem normális dolog gyerekeket ölni és hidrogénbombákat robbantgatni. Jack szerint azért kerültek ide, mert ez a végzetük, itt tudnak változtatni a dolgokon. Austen emlékezteti rá a dokit, hogy Locke is ezt mondta, ezért őt őrültnek bélyegezték meg. Shephard közli, akkor tévedett. Kate-et ez sem győzi meg, elindul, hogy megkeresse társaikat, hátha ők le tudják beszélni Jacket a tervéről.
Miles, Jin és Hurley a kikötőtől nem messze figyelik, ahogy többek között Charlotte és a fiatal Miles is beszáll édesanyjával a tengeralattjáróba. Meglepődve veszik észre, hogy Sawyer és Juliet is a hajó felé indulnak, de Hugo szerint nem lesz baj, Jamesnek mindig van terve. Ford szokásához híven próbálja poénosan felfogni az egészet, azt tervezi, hogy megveszik a Microsoftot, aztán 1978-ban a Super Bowlon megteszik a Cowboys nevű csapatot, így gazdagok lesznek. Beismeri, jobb lett volna három évvel korábban elhagyni a Szigetet, ám Juliet közli, örül, hogy így alakultak a dolgok. Végül James elköszön a Szigettől, majd lemászik a tengeralattjáróba.
Richard alámerül, Jack pedig tudatja Sayiddal, nem fogja hibáztatni, ha nem találkoznak egymással a túloldalon. Egy kézfogás után ő is vízbe veti magát, követi Alpertet a sziklán lévő nyílásba. Egy viszonylag hosszú víz alatti út után megérkeznek az alagutakba, aminek a belsejét hieroglifák díszítik. Richard átad neki egy fáklyát, majd a kérdésére válaszolva elmondja, hogy nem a tavon keresztül fogják kivinni a bombát, hanem úgy, ahogy levitték. Néhány pillanat múlva Eloise és Sayid is megérkeznek, így indulhatnak a Jugheadhez.

## 2007
Johnék visszaértek a Többiek táborába, ám a kopasz egyből indulna tovább Jacobhoz. Richard közli, előbb beszélniük kellene. Locke megkérdezi, minden ember a parton van-e? Alpert azt feleli, egy csoport még van a Templomnál, de őket leszámítva mindenki itt van. John úgy dönt, beszédet tart. Üdvözli a népét, és elmondja, tudomása szerint olyasvalaki parancsait követik, akit még senki sem látott, ezért reggel mindannyian elmennek Jacobhoz. Sun megkérdezi, Jacob segíthet-e nekik társaik visszahozásában. Locke közli, ez nagy valószínűséggel így van. Az új vezető kijelentését az emberek körében nagy lelkesedés fogadja, ám Richard úgy gondolja, lesz még gond Johnnal. Ben felfedi, éppen ezért akarta őt megölni.

## 1977
Sawyert és Julietet lebilincselik. Burke aggódik, mi lesz velük Ann Arborban, de James szerint nem oda mennek, mivel a biztonságiaknak nincs hatalmuk a külvilágban. Így akárhova is mennek, szabadok lesznek. A férfi emlékezteti barátnőjét, hogy ő mindig vele lesz, ahogy ezt régebben megígérte. Ismételten szerelmet vallanak egymásnak, ám ekkor egy újabb személy zavarja meg idilljüket: elkapták Kate-et, és Horace szeretné, ha ő is a tengeralattjárón lenne, így az egyik biztonsági őt is lebilincseli Jamesék mellé. Eközben már nagyban zajlik a merülés előkészítése, végül megkapják a parancsot az indulásra. A tengeralattjáró elhagyja a kikötőt, és alámerül.
Az alagutakban Sayid felhozza Jacknek, Eloise talán csak azért segít nekik, hogy eltüntethesse a Dharmát a Szigetről. A doki elmondja, gondolt erre is, de megbízik benne, mivel 30 év múlva ő mondja meg, hogy vissza kell térniük a Szigetre. Hamarosan el is érik a termet, ahol a bombát elraktározták. Leveszik róla a leplet, aztán Hawking felteszi a kérdést: „Most mi lesz?”

## 2007
A Nap felkelt, a Többiek pedig elindulnak Jacobhoz. Ben közli Johnnal, Richard aggódik, nem tetszik neki ez a túra, abban sem biztos, hogy az új vezető tudja-e, mit csinál. Locke nem reagál rá különösebben, csupán megköszöni, hogy Benjamin szólt neki. Linus kijelenti, ő most már azért van itt, hogy engedelmeskedjen a kopasz parancsainak, így ha segítségre van szüksége, hogy Jacobbal egyesítsék a túlélőket, ő segíteni fog. John felfedi, nem akarja egyesíteni korábbi társait, hiába mondta ezt Sunnak. Igazából azért megy Jacobhoz, hogy megölje őt.